# 多賀建設
多賀建設株式会社（たがけんせつ、英称：Taga Kensetsu）は、東京都新宿区に本社を置く建設会社。東京23区地域を主な事業エリアとする。東京都発注の工事施工(道路、水道下水、河川等)を主体とする会社であり、各工事の施工管理を行う。